# Batalla de Cedar Mountain
La Batalla de Cedar Mountain (Montaña del Cedro) también conocida como Slaughter's Mountain o Cedar Run, tuvo lugar el 9 de agosto de 1862 en el condado de Culpeper, Virginia, en el llamado Teatro del Este de la guerra civil estadounidense. Las fuerzas de la Unión, dirigidas por el general de división Nathaniel P. Banks, atacaron a las fuerzas confederadas del general de división  Thomas J. «Stonewall» Jackson cerca de Cedar Mountain, cuando los confederados avanzaban sobre la ciudad de Culpeper para prevenir el avance de la Unión por Virginia. Esta batalla fue la primera de la Campaña del Norte de Virginia de 1862.  

## Antecedentes
El 26 de junio de 1862, el general de división John Pope fue nombrado jefe del recién creado Ejército de Virginia. Pope desplegó su ejército a lo largo del norte de Virginia. Su flanco derecho, al mando del general de división Franz Sigel, estaba situado en Sperryville sobre las  Montañas Blue Ridge, su centro, con el general de división N.P.Banks, estaba en Little Washington, y su ala izquierda, bajo el general de división Irvin McDowell, estaba en Falmouth, sobre el Río Rappahannock.
El general Robert E. Lee responde a las medidas de Pope enviando el 13 de julio a Jackson con 14.000 hombres a Gordonsville, siendo este luego reforzado con otros 10 000 hombres al mando del general de división A.P. Hill el 27 de julio. El 6 de agosto Pope envía sus tropas al sur de Culpeper con la intención de capturar el cruce ferroviario de Gordonsville y llamar la atención de los confederados mientras el general de división  McClellan se retira de la Península de Virginia. 
En respuesta a esta amenaza, Jackson decide pasar a la ofensiva, atacando a la vanguardia de Banks antes de que todo el Ejército de Virginia pudiera presionar sobre Gordonsville. Después de derrotar a Banks, Jackson esperaba poder avanzar sobre Culpeper, y atacar a los distintos Cuerpos de Ejército de la Unión separadamente.
La marcha de Jackson sobre Culpeper fue difícil, tanto por la ola de calor que cayó en esos primeros días de agosto como por lo secreto del plan de avance, que hizo que muchos mandos de su división no conocieran exactamente la línea de marcha.  La caballería de la Unión observó dicha maniobra, e informó a Pope, quien ordena a Banks que mantuviera una línea defensiva en las alturas que dominan Cedar Run, al norte de Cedar Mountain y a unos 11 kilómetros de Culpeper, mientras envía a las tropas de Siegel a reforzar Culpeper.

## Las fuerzas en combate
El Cuerpo de Ejército de la Unión estaba dirigido por Banks, que contaba con la Primera División del general de brigada Alpheus S. Williams (formada por dos brigadas, la primera mandada por Samuel W. Crawford y la segunda por George H. Gordon) y la Segunda División del general de brigada Christopher C. Augur (con tres brigadas mandadas por John W. Geary, Henry Prince y George S. Greene). Estaba apoyado por un cuerpo de artillería y por algunas unidades de caballería.
Las fuerzas confederadas, que eran un Cuerpo de Ejército que cubrían el ala izquierda del Ejército del Norte de Virginia, las mandaba Jackson. Bajo su mando estaban la División Ewell del general de división Richard S. Ewell (con las brigadas de Jubal A. Early, Forno y Trimble), la División Ligera de A.P. Hill (con las brigadas de Lawrence O'Bryan Branch, James J. Archer, Edward L. Thomas, Maxcy Gregg, William E. Starke, Charles W. Field y William D. Pender) y la División Jackson del general de brigada Charles S. Winder, luego general de brigada William B. Taliaferro (con la brigada Stonewall de Charles A. Ronald, y las dirigidas por T.S. Garnett, Alexander G. Taliaferro y Alexander R. Lawton). Además estuvo presente la artillería divisionaria y la brigada de caballería del general de brigada Beverly Robertson. 

## Batalla

### Posición confederada
En la mañana del 9 de agosto, las tropas de Jackson cruzaron el Rapidan River, encabezada por la división de Ewell, seguido por las divisiones de Winder y de A.P. Hill. Poco antes del mediodía, la brigada de Early, que encabezaba la marcha, observó a la caballería y a la artillería de la Unión sobre las alturas que dominan Cedar Run. Early desplegó su artillería y se inició un duelo artillero mientras su infantería formaba una línea al este de la carretera. Mientras tanto, el resto de la división de Ewell llegó al campo de batalla y se desplegó, siendo luego su ala izquierda cubierta por la división de Winder. En cuanto a la división de A.P. Hill, quedó en la carretera como reserva.

### Posición unionista
Los Federales formaban una línea sobre las colinas que dominaban Cedar Run, con la división  de Williams a la derecha y la división de Auger a la izquierda. Una brigada se mantuvo en reserva.

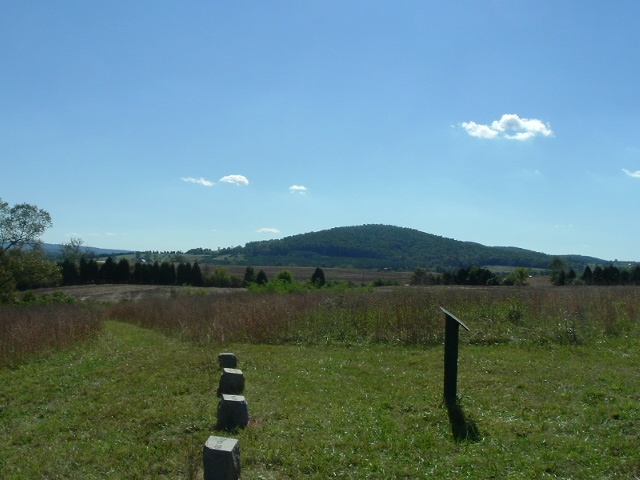
El campo de batalla de Cedar Mountain; al fondo, el monte que dio nombre a la batalla.

### Ataque de la Unión
Poco antes de las 17:00 horas, cuando el intercambio de artillería comenzaba a decaer, Winder cae mortalmente herido por un fragmento de proyectil, siendo sustituido en el mando de la división por W.B.Taliaferro. El despliegue confederado aún no había finalizado, y en el centro de la línea existía un peligroso hueco.  En ese momento, se produce el ataque de la Unión. Dos de las tres brigadas de la división de Auger, mandadas por los generales de brigada Geary y Price, atacan el flanco derecho confederado, defendido por Early. El ataque fue rápido, y amenazó con romper las defensas confederadas, pero la presencia del mismo Early con los defensores y el bombardeo artillero de flanco sobre los atacantes detuvo el avance.
En el flanco izquierdo confederado la brigada del general de brigada Crawford realiza un decidido ataque sobre las tropas de la división de Winder. El ataque, apoyado en el flanco derecho por la brigada del general de brigada George H. Gordon, que avanza a través de un bosque, consigue poner en fuga a los confederados. Aprovechando la ruptura, la brigada de Crawford continúa su avance, arrollando el centro confederado y poniendo en fuga a la artillería y amenazando de flanco a la brigadas de A.G. Taliaferro y a la de Early.

### Contraataque confederado
En este momento crucial, Jackson se dirige hacia sus hombres en retirada para animarlos, al tiempo que apremia a la famosa brigada Stonewall para que frene el avance unionista. Se produce entonces un hecho curioso: al intentar sacar su espada para animar a sus tropas, esta se atasca en la funda, por lo que Jackson levanta espada y funda sin inmutarse y continúa alentando a sus hombres.
La brigada Stonewall lanza entonces un fiero contraataque sobre las tropas unionistas más avanzadas, haciendo a estas retroceder, y consiguiendo estabilizar el frente hasta la llegada de la división de A.P.Hill. Jackson ordena entonces a A.P. Hill y a Ewell atacar, cediendo primero el ala derecha de la Unión y luego la izquierda.

### Persecución confederada
Banks envía entonces a la brigada de reserva, mandada por Greene, a detener el avance confederado, pero hacia las 19 horas el ejército de la Unión estaba en total retirada. Incluso un último intento de dos escuadrones de caballería unionistas por frenar el ataque se resolvió con graves pérdidas. El empuje confederado fue tal, que una unidad de caballería estuvo a punto de apresar a Banks y a Pope en sus cuarteles generales. La persecución continuó hasta las 22 horas aproximadamente, y se suspendió al ser informado Jackson por unos prisioneros del avance de Sigel para reforzar a Banks.

## Consecuencias
Durante dos días Jackson mantuvo su emplazamiento al sur de Cedar Run en la ladera de la montaña, esperando a que los federales atacaran. Cuando el 12 de agosto recibió la noticia de que todo el ejército de Pope estaba llegando a Culpeper, decidió retirarse a Gordonsville a uno posición mejor preparada tras el río Rapidan.
Jackson esperaba encontrar en esta campaña a un oponente igual de prudente que en la campaña del Valle de Shenandoah , y por ello fue sorprendido y estuvo a punto  de ser derrotado. Gracias a la buena actuación de los mandos confederados y a la oportuna llegada de las tropas de la división de Hill, se pudo conseguir la victoria.
Por su parte Banks, después de haber sido derrotado completamente en el Valle por Jackson, estaba deseoso de una revancha. En vez de permanecer a la defensiva apoyándose en las ventajas del terreno y esperar la llegada de refuerzos, decidió tomar la iniciativa atacando antes de que todas las tropas confederadas estuvieran desplegadas, a pesar de su desventaja en fuerzas de 2 a 1. La audaz acción estuvo a punto de proporcionarle la victoria, pero al final fue de nuevo derrotado por su viejo enemigo.
Con Jackson suelto por la zona, causando estragos a las fuerzas de la Unión, el general en jefe Henry W. Halleck  se vuelve temeroso y suspende el avance de Pope sobre Gordonsville, dándole de este modo la iniciativa de la campaña a Lee.